# Corhiza splendens
Corhiza splendens is een hydroïdpoliep uit de familie Halopterididae. De poliep komt uit het geslacht Corhiza. Corhiza splendens werd in 2003 voor het eerst wetenschappelijk beschreven door Vervoort & Watson. 